# Zusammen geh'n
"Zusammen geh'n" (tradução portuguesa: "Partir juntos"/"Vamos juntos") foi a canção que representou a Áustria no Festival Eurovisão da Canção 1992 , interpretada por em alemão por Tony Wegas (http://www.diggiloo.net/?1992at).  Foi a 15.ª canção  ser interpretada na noite do festival, depois da canção luxemburguesa "Sou fräi", interpretada por Marion Welter & Kontinent e antes da canção britânica "One Step Out of Time", cantada por Michael Ball. A canção austríaca terminou em 10.º lugar (entre 23 países participantes) , obtendo um total de 63 pontos (ver: [http://www.diggiloo.net/?1992at Informações sobre a canção).

## Autores da canção
Segundo o Diggiloo.net ([http://www.diggiloo.net/?1992at Informações sobre a canção.), os autores da canção foram:
- Letrista: Joachim Horn-Bernges
- Compositor: Dieter Bohlen (um dos membros do ex-duo Modern Talking)
- Orquestrador: Leon Ives

## Letra
A canção é uma balada, na qual Vegas canta sobre a devoção que duas pessoas podem ter uma pela outra, comparando isso a um "Odisseia" (Letra e outras informações).

## Versões
Vegas gravou também uma versão desta canção em  inglês intitulada "God only knows " (([http://www.diggiloo.net/?1992at)